# Eremopola
Eremopola là một chi bướm đêm thuộc họ Noctuidae.

## Loài
- Eremopola faroulti (Rothschild, 1920)
- Eremopola lenis (Staudinger, 1891)
- Eremopola orana (Lucas, 1849)
- Eremopola oranoides (Boursin, 1953)